# Casa-fàbrica Tenas
La casa-fàbrica Tenas és un edifici situat als carrers de Blesa i d'en Fontrodona del Poble-Sec de Barcelona, catalogat com a bé amb elements d'interès (categoria C).

## Història
Projectada el 1906 per l'arquitecte Francesc Alemany i Casulleras, el 1908 s'anunciava a la premsa com «Cuadra con 500 metros cuadrados de nueva edificación, buenas luces, propia para telares», i de bon principi s'hi instal·là la fàbrica de trenyelles de cotó, estam, llana i lli d'Eudald Tenas, succeït per Marcel·lí Tenas. Altres indústries documentades foren la de gèneres de punt d'Antoni Fortuny, la de cintes de seda, cotó i mescla d'Hermenegild Tió i Borrell, i la de mitges i mitjons de Rodamilans, Creus i Garreta.
A la dècada del 1920 s'hi instal·là l'Acadèmia Espinosa, institució d'educació primària i secundària, i a la del 1940 hi havia la Sociedad Anónima de Cristales Ópticos (SACO) del grup d'empreses INDO.

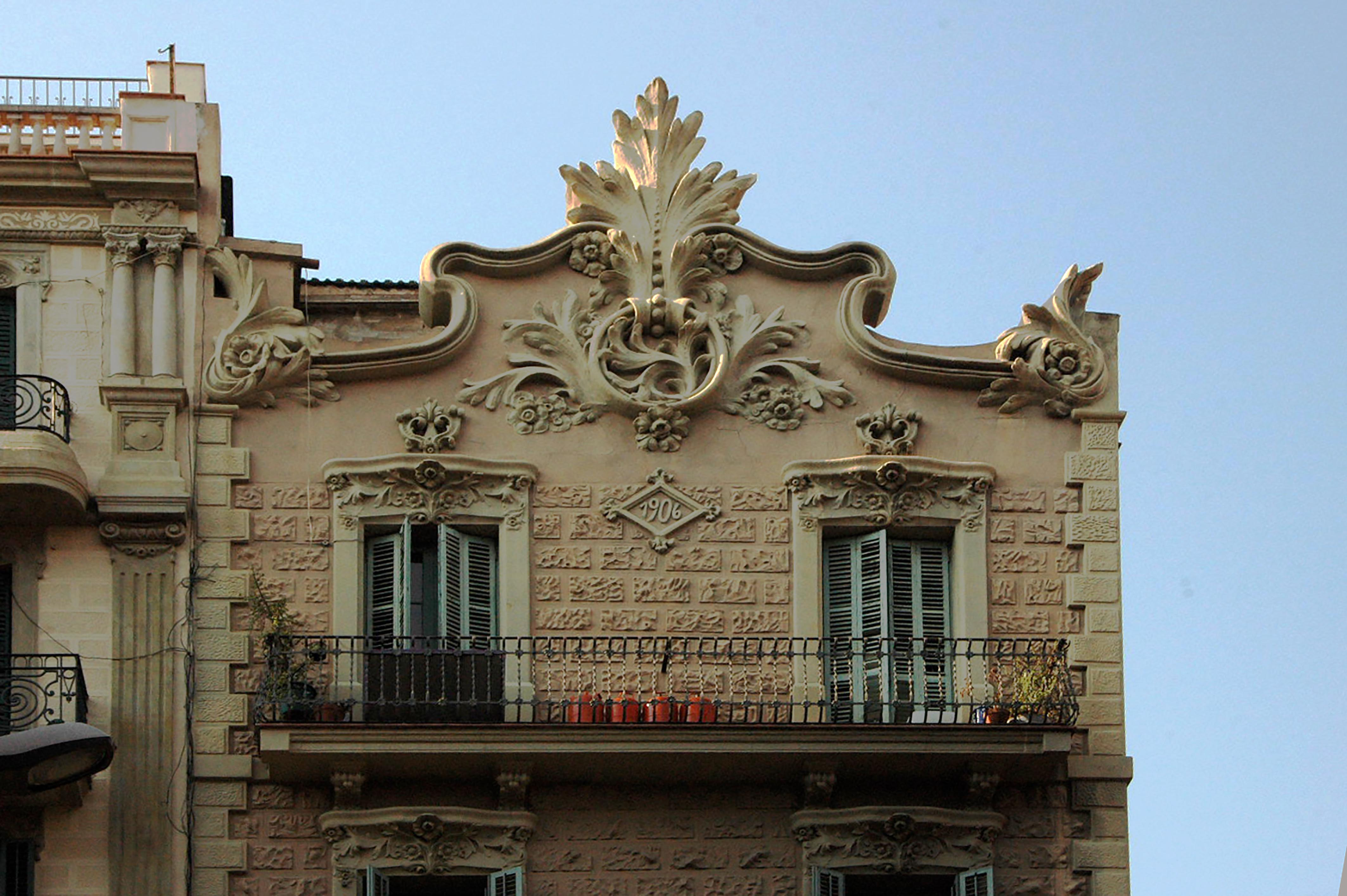
Detall del tercer pis i el coronament

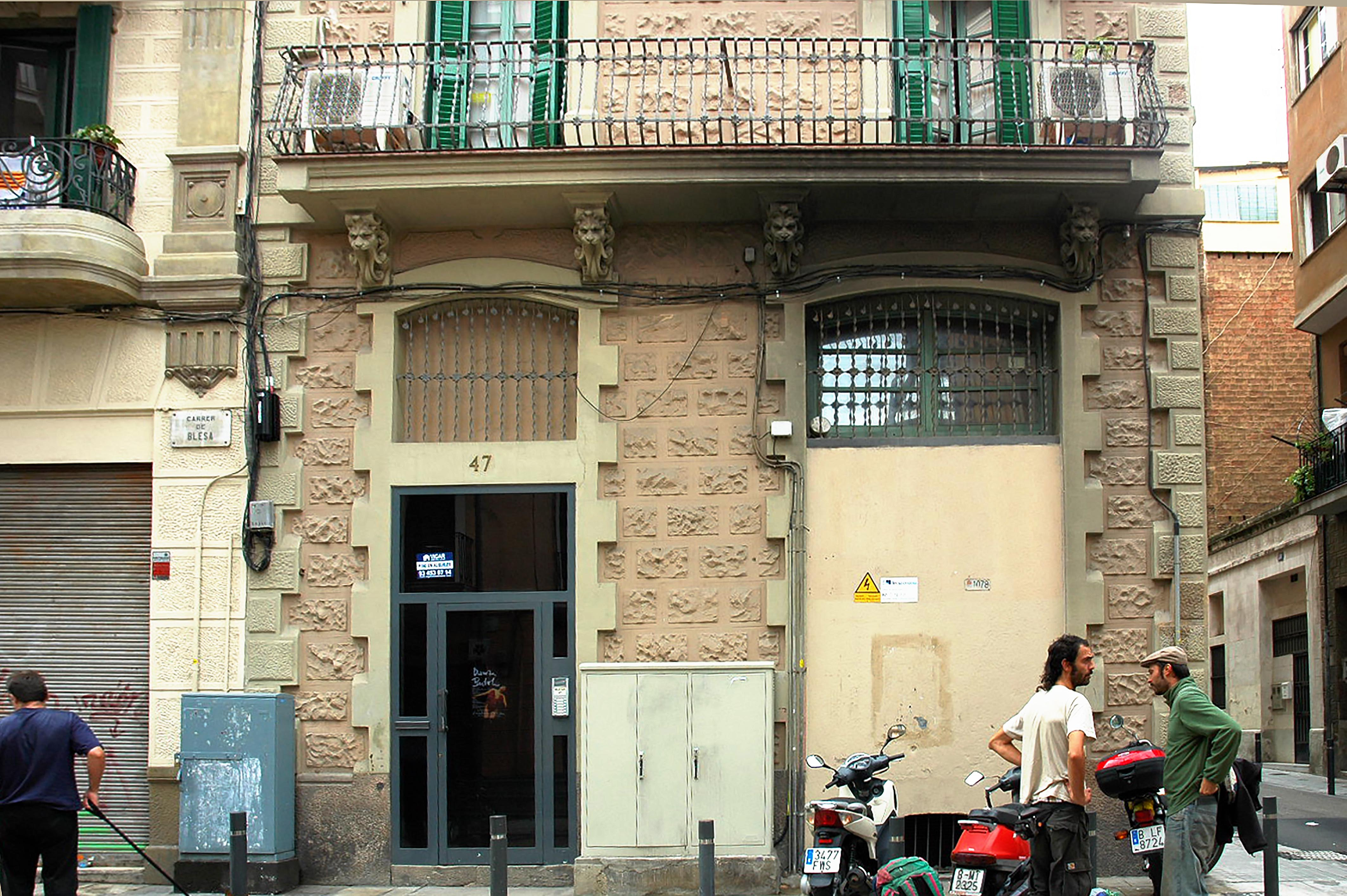
Detall dels baixos i el primer pis

## Descripció
Es tracta d'un edifici d'habitatges de planta baixa, entresol i tres pisos en cantonada i façana als carrers de Blesa i d'en Fontrodona, que es perllonga amb una nau industrial de planta baixa i un pis al llarg d'aquest darrer. La decoració modernista de la façana principal, datable al 1906 per un medalló situat a l'alçada del tercer pis, contrasta amb l'austeritat de la resta. Són notables les mènsules dels balcons del primer pis, que representen caps de lleó.